# Teke Teke
La Teke Teke (テケテケ, en japonés) es una leyenda urbana japonesa relacionada con el fantasma de una mujer, que al caer a la vía férrea fallece seccionada por la mitad tras ser atropellada por un tren.
Como espíritu vengativo (Onryō) o espíritu maligno (Yōkai), se desplaza arrastrándose con la ayuda de sus manos o codos mientras que su torso hace el característico sonido que le da nombre tras rozar con la superficie. En caso de encontrar una borracho por la noche, esta se abalanza sobre el desafortunado y le secciona por la mitad a la altura del tronco.

## Leyenda
La leyenda cuenta que el Teke Teke es el fantasma de una joven que murió trágicamente en una estación de tren. Mientras estaba viva, la chica era introvertida y eso la hacía blanco frecuente de bromas pesadas por parte de sus compañeros. Hasta que en una ocasión, una de las bromas sobrepasó los límites. Un día de verano (temporada de cigarras en Japón), sus compañeros estaban viéndola que esperaba el tren con la mirada perdida, se acercaron sigilosamente por atrás y le colocaron una cigarra en el hombro. Cuando lo vio, comenzó a saltar para quitárselo, y acabó cayendo sobre la vía del tren, donde un veloz Shinkansen (tren de alta velocidad) la partió en dos. Sus compañeros estaban tan ocupados riéndose de su broma que no notaron que el tren se acercaba y para cuando lo hicieron ya era muy tarde. Los chicos juraron no decirle nada a nadie de lo sucedido e hicieron pública la versión de que, como era una chica rara, no soportó su vida y decidió arrojarse delante del tren cuando pasaba. 
Pero una noche la joven regresó por su venganza. Los tres amigos iban caminando en la noche cerca del lugar, cuando comenzaron a escuchar un sonido demasiado extraño que cada vez parecía estar más cerca. Cuando se dieron vuelta, allí estaba: la chica sin piernas y con sus vísceras colgando que los miraba fijamente. Intentaron huir, pero fue inútil. El fantasma se dispuso a cortarlos por la mitad a los tres amigos con una guadaña y de esa forma dejarlos en mismas condiciones. 
Desde entonces el fantasma Teke Teke ronda las estaciones de tren por Japón, arrastrando con las manos la mitad superior de su cuerpo y acabando con la vida del que se cruza en su camino, siempre en busca de nuevas víctimas para satisfacer su necesidad de venganza.
Otra versión de la leyenda cuenta que un joven estudiante que regresaba a casa por la noche contempló a una joven apoyada en su ventana sobre sus codos. Por un momento, ambos se sonrieron, sin embargo, cuando este le preguntó qué hacía  en un colegio masculino, esta dio un salto revelando así que le faltaba la parte inferior. Aterrorizado, el muchacho trató de huir, pero antes de que tuviera oportunidad, la joven le partió por la mitad.

### Leyenda alternativa
Otras versiones apuntan a otra joven: Kashima Reiko, quien fue abusada sexualmente en los baños de una estación de tren en Hokkaidō, los agresores huyeron y Kashima cayó al ferrocarril y murió tras ser arrollada por un tren. Su nombre es una abreviación de las palabras: "Kamen", "Shinin", "Ma" (Máscara, Persona muerta, Demonio). El espíritu ronda los aseos públicos de la estación. Una vez que descubre al ocupante le pregunta dónde están sus piernas. Si el ocupante responde incorrectamente, Kashima le cercena de cintura para abajo.
Para salvarse la persona preguntada debe responder que se encuentran en la vía férrea de la Estación de Meishin. En ocasiones también suele preguntar por su nombre, el cual es una pregunta trampa, puesto que al responder "Kashima Reiko", esta puede abalanzarse sobre la víctima. En tal caso, el sujeto tiene que responder: "Kamen", "Shinin", "Ma".
Y también se recomienda no usar el color rojo ya que a Teke teke no le gusta este color.

## En la cultura popular
En 2009, la leyenda fue llevada al cine como Teketeke, bajo la dirección de Kōji Shiraishi.
Otra producción cinematográfica fue Otoshimono de 2006, dirigida por Takeshi Furusawa.
Sakae Esuno, mangaka de Mirai Nikki, publicó el cuarto volumen de la serie: Hanako y el Terror de la Alegoría, donde el detective Daisuke Asou debe investigar varias leyendas urbanas, entre ellas el Teke Teke.
También ha aparecido en el manga el chavo del 8 caracterizada como "blanca y brillante" y sin género definido.